# Мукучян, Ивета Робертовна
Ивета Робертовна Мукучян (арм. Իվետա Ռոբերտի Մուկուչյան, нем. Iveta Mukuchyan, 14 октября 1986, Ереван, АрмССР, СССР) — армянская певица. Представительница Армении на «Евровидение-2016» и одна из ведущих «Детского Евровидения-2022», вместе с Гариком Папояном, Кариной Игнатян, Роботом Робин.

## Биография
Ивета Мукучян родилась 14 октября 1986 года в Ереване. В 1992 году её семья переехала в Германию. Ивета в 2009 году по совету родителей возвращается на родину в Армению. Она остаётся проживать в родной стране и начинает изучать джазовый вокал в Ереванской государственной консерватории имени Комитаса.

## Карьера

### 2010-12:«Hay Superstar» и «The Voice of Germany»
В 2010 году певица принимает участие в четвёртом сезоне песенного конкурса Hay Superstar и занимает 5 место.
В 2012 году Ивета принимает участие во втором сезоне шоу The Voice of Germany. В слепых прослушиваниях она исполняет песню Лорин «Euphoria». Однако она выбывает в «нокаутах» и не проходит дальше.
В декабре 2012 года журнал El-Style назвал Мукучян самой сексуальной женщиной Армении.

### 2015-16: Конкурс песни Евровидение

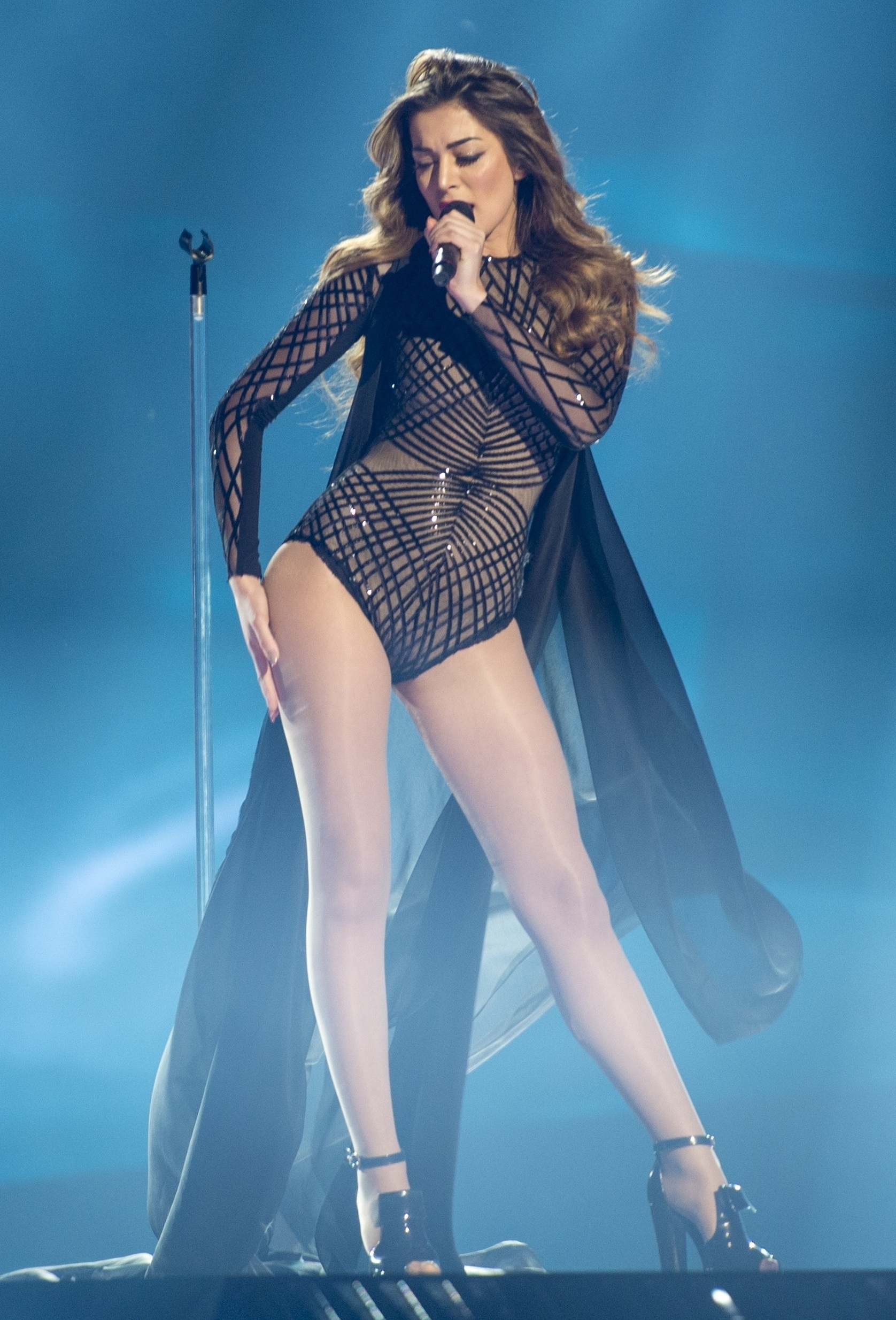
Ивета Мукучян во время первого полуфинала конкурса «Евровидение 2016»

13 октября 2015 года было объявлено, что Ивета представит Армению на «Евровидении-2016» в Стокгольме, Швеция.
Выбор представителя страны осуществляет местный телеканал AMPTV. Песня была выбрана позже, это композиция «Love Wave».
Помимо достигнутого 7-го места в финале, Ивета также стала победительницей голосования на звание самой красивой участницы «Евровидения» Next Top Model, набрав 31,45% голосов и опередив участниц из Болгарии и Азербайджана.
10 мая 2016 года во время первого полуфинала Ивета Мукучян развернула флаг непризнанной Нагорно-Карабахской Республики несмотря на то, что Европейский вещательный союз запретил использовать несанкционированные флаги, разрешив лишь те, что официально признаны ООН. В связи с этим организаторы конкурса решительно осудили поведение Мукучян и пригрозили Армении санкциями, назвав инцидент «серьезным нарушением» запрета на политические сообщения. В случае повторного нарушения запрета будет поднят вопрос об определении санкций и о дисквалификации страны с конкурса. На пресс-конференции после полуфинала Ивета Мукучян, в ответ на вопрос, почему она подняла флаг Нагорного Карабаха в «зеленой комнате», сказала:
…Единственное, что я хочу сказать и распространить — это мир. Я хочу мира на границах, единственное, чего хочет Армения — это мир. Именно поэтому я написала эту песню, желая распространить «волны любви». Моё желание, чтобы везде воцарился мир. Я подняла флаг, поскольку хотела, чтобы люди сконцентрировались над этой проблемой. Этому миру я хочу лишь мира.
Официальный представитель МИД Азербайджана Хикмет Гаджиев назвал действия представительницы Армении провокационными и недопустимыми, заявив, что «армянская сторона намеренно прибегает к таким шагам с целью поощрения и пропаганды созданного на оккупированных азербайджанских территориях незаконного образования».

## Примечания

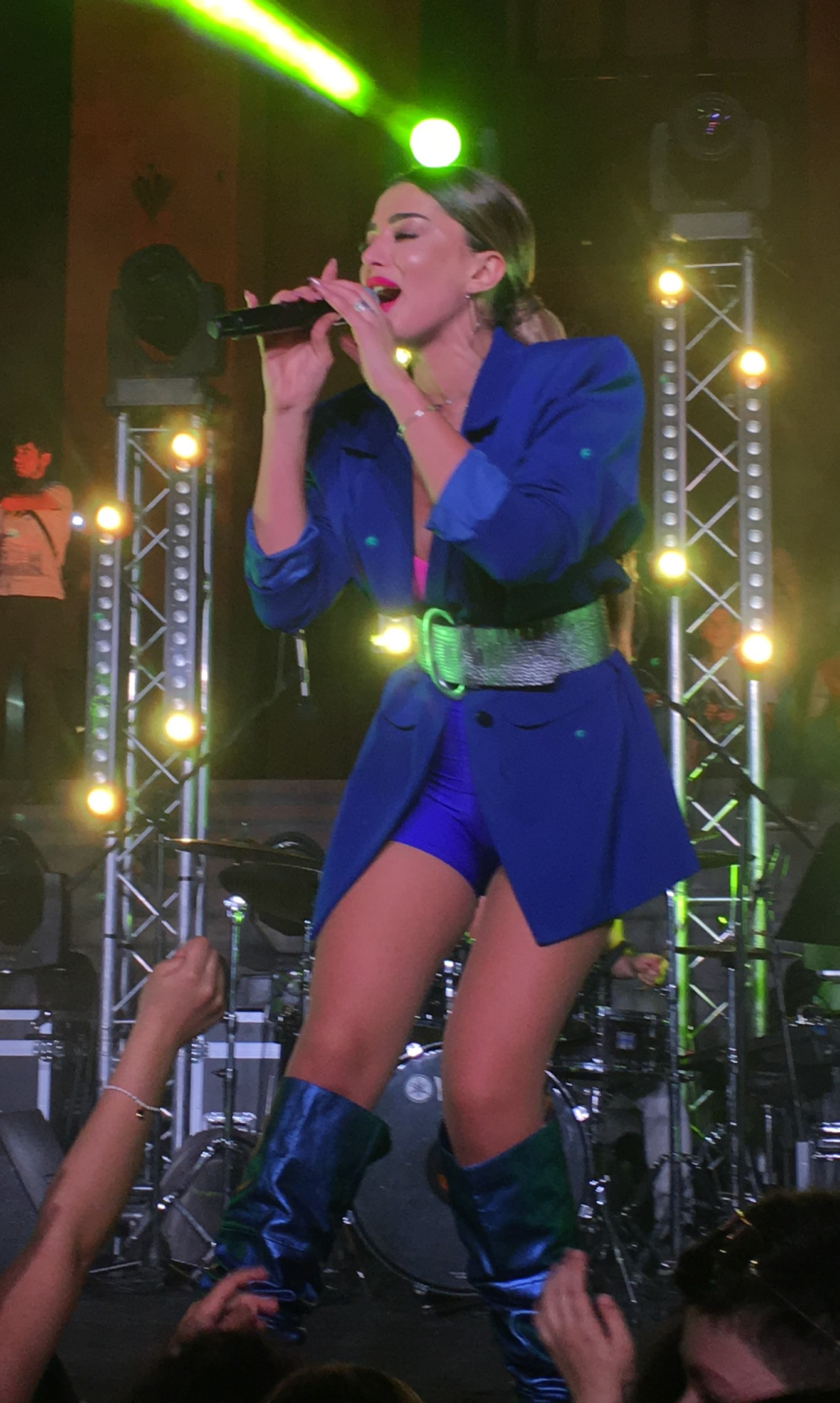
Ивета Мукучян - 16.05.2019

## Дискография
Синглы
| Год  | Название                         |
| ---- | -------------------------------- |
| 2012 | Right Way To Love                |
| 2015 | Simple Like a Flower             |
| 2016 | LoveWave                         |
| 2016 | Amena                            |
| 2017 | Hayastan Jan                     |
| 2017 | Depi Nor Irakanutyun             |
| 2017 | Dashterov (совместно с Aram MP3) |
| 2018 | Siraharvelem qez                 |
| 2018 | Hayastani Axjikner               |
| 2019 | Stver (совместно с 3.33)         |
| 2019 | Hayastan                         |
| 2019 | Im Anush Hayastan                |
| 2020 | Bambasanq                        |